# Aleurolobus teucrii
Aleurolobus teucrii là một loài côn trùng cánh nửa trong họ Aleyrodidae, phân họ Aleyrodinae.
Aleurolobus teucrii được Mifsud & Palmeri miêu tả khoa học đầu tiên năm 1996.